# Atlético Petróleos de Luanda
L'Atlético Petroleos de Luanda est un club omnisports angolais basé à Luanda et fondé en 1980, en regroupant trois clubs. Le club est également connu sous le nom de Petro Atlético Luanda. Atlético Petróleos Luanda, est une association.

## Historique
L'association a été fondée le 14 janvier 1980 à la suite de la fusion de trois clubs de l'époque: le Sonangol Groupe, le Club Atlético de Luanda et Benfica de Luanda. Il y a deux organes directeurs : une assemblée générale, et une équipe de direction. Elle a intégré les athlètes des trois clubs, reconstitué une équipe administrative et redéfinit ses infrastructures (qui appartenait à l'ancien club Luanda Benfica de l'époque, et à l'Atlético de Luanda). Le premier sport a été le football, avec une participation au Championnat de 2e division, dont le club devient champion. À la suite de ce résultat, le club a eu accès au championnat de 1re division. et a complété la palette des sports proposés avec le rink hockey, la gymnastique, le basket-ball, l'handball et d'autres.
Avec la croissance et le développement sportif, il est devenu nécessaire de mettre en place un Conseil d'administration.